# Heinrich Leupke
Heinrich Leupke (* 30. Juni 1871 in Barienrode; † 16. Mai 1952 in Haus Kannen bei Amelsbüren) war ein deutscher katholischer Theologe, Propst, Dechant und Gegner nationalsozialistischer Kirchenpolitik.

## Leben
Heinrich Leupke studierte in den Jahren von 1893 bis 1896 katholische Theologie in Münster an der dortigen Universität sowie in Würzburg an der Julius-Maximilians-Universität. Nachdem er ab Ostern 1896 in Hildesheim das Hildesheimer Priesterseminar besuchte, erhielt er im Folgejahr am 28. März 1897 seine Priesterweihe.
Ebenfalls 1897 übernahm Leupke die Stellung eines Kaplans an der St.-Ludgeri-Kirche in Helmstedt, ab 1900 dann diejenige in Goslar und ab 1903 die Kaplansstelle an der Kirche Hl. Engel in Peine.
Gegen Ende des Deutschen Kaiserreichs wirkte Leupe erstmals ab 1911 selbst als Pfarrer, zunächst in Obernfeld. Dort leitete er am 27. April 1913 die Gründung des Gesellenvereins ein, aus dem sich die örtliche Kolpingfamilie bildete, die später zum 100sten Gründungsjubiläum auf dem Kirchhof der St. Blasius-Kirche einen Glockenturm mit der alten Turmglocke und einer Gedenktafel aufstellen ließ.
Zur Zeit des Ersten Weltkrieges und ab 1916 arbeitete Leupke als Pfarrer dann wiederum in Peine.

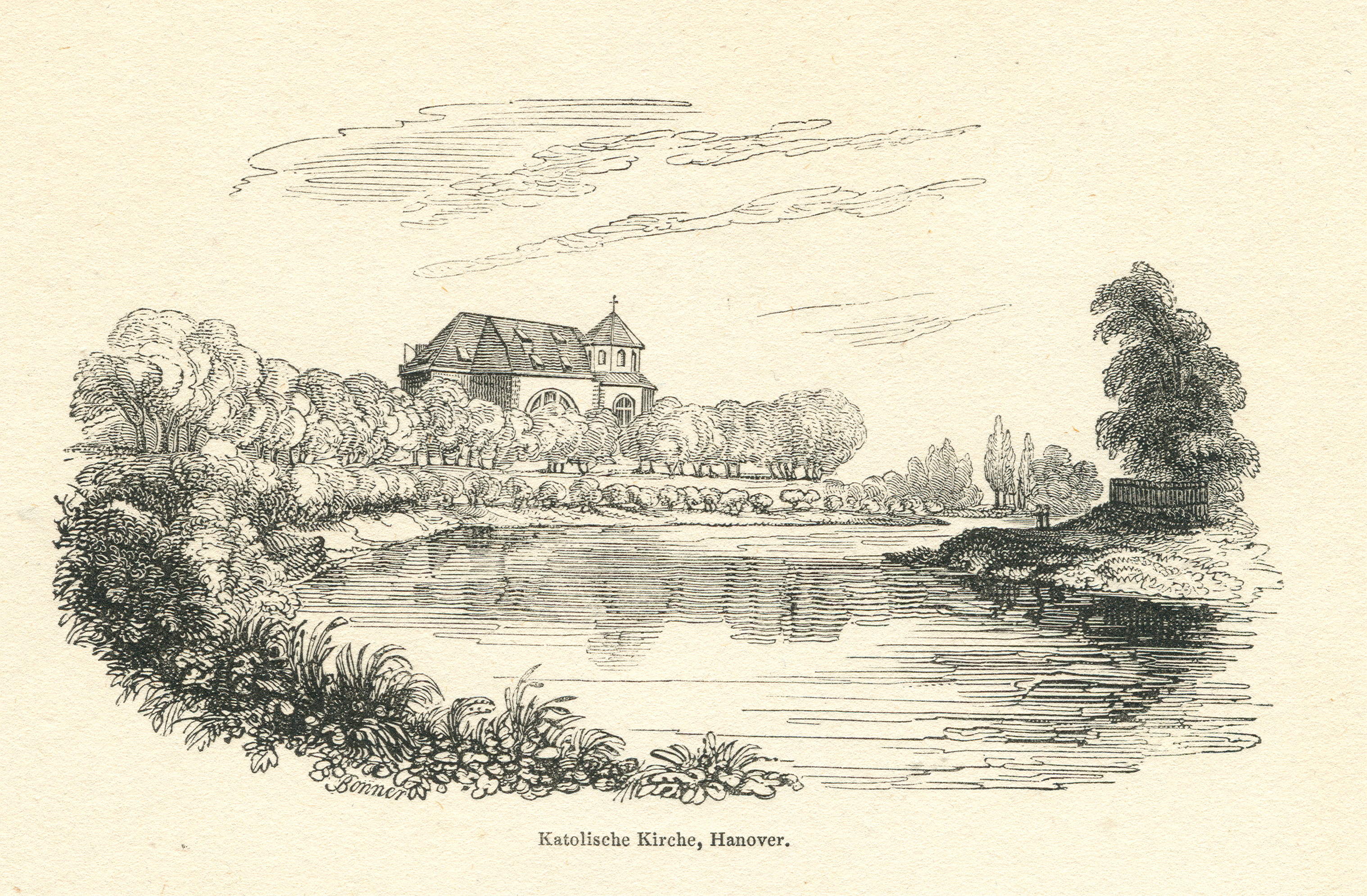
Die ehemalige Kirche St. Clemens im hannoverschen Stadtteil Calenberger Neustadt, hier noch am zu Leupkes Zeiten bereits zugeschütteten Wallgraben der ehemaligen Stadtbefestigung Hannovers und noch ohne Kuppel und Glockentürme, die erst beim Wiederaufbau nach 1945 modern ergänzt wurden;
Holzstich von George Wilmot Bonner, circa 1830er Jahre

Noch zur Zeit der Weimarer Republik und auf dem Höhepunkt der Deutschen Hyperinflation wurde Leupke im September 1923 zum Präses des KAB-Diözesanverbandes Hildesheim gewählt, einem Verband der Katholischen Arbeiterbewegung.
Am 1. März 1932 wurde Leupke sowohl Propst als auch Dechant an der damaligen St.-Clemens-Kirche in Hannover. Doch schon ein Jahr darauf erfolgte 1933 die Machtergreifung und der Beginn der Zeit des Nationalsozialismus, während der die Nazis im Zuge der Gleichschaltung auch die Aufhebung der Konfessionsschulen betrieben. Ebenso wie sein im (heutigen) Stadtteil Linden-Nord an der Kirche St. Benno wirkender Kollege Wilhelm Offenstein, wie Wilhelm Maxen, Bernhard Pfad und Friedrich Kochheim war Leupke ein mutiger und entschiedener Gegner Adolf Hitlers. Er wandte sich öffentlich scharf gegen die Aufhebung der Konfessionsschulen. Bereits am 22. Januar 1934 wurde Leupke vom Sondergericht Hannover nach § 3 einer „Verordnung zur Abwehr heimtückischer Diskreditierung der nationalen Regierung“ (dem Vorgänger des „Heimtückegesetzes“) zu einer Geldstrafe von 1.200 RM verurteilt und kam zudem am 8. August des gleichen Jahres für zwei Tage in „Schutzhaft“, da er sich der Anweisung des Regimes zum Läuten der Glocken anlässlich des Todes von Reichspräsident Paul von Hindenburg widersetzt hatte. In den Folgejahren wagte sich – auch laut der Erinnerung von Zeitzeugen – Leupke kaum noch öffentlich gegen das NS-Regime zu äußern, zumal ihm im September 1936 der damalige Regierungspräsident von Hannover, Rudolf Diels, die Zulassung zur Erteilung von Religionsunterricht an den öffentlichen Schulen entzogen hatte.
Während des Zweiten Weltkrieges verzichtete Heinrich Leupke am 11. März 1941 freiwillig auf die hannoversche Pfarrstelle in der noch unbeschädigten St.-Clemens-Kirche. Bereits am Folgetag wurde er stattdessen in Hildesheim am 12. März des Jahres zum Ehrendomherrn am Hohen Dom zu Hildesheim ernannt.
Nach der Befreiung vom Nationalsozialismus und noch unter der Britischen Militärbehörde rief Bischof Joseph Godehard Machens, der Männervereine gegenüber Arbeitervereinen bevorzugte, im Februar 1947 den KAB-Diözesanverband Hildesheim erneut ins Leben –  mit dem ehemaligen KAB-Diözesanpräses Leupke an der Spitze, seinerzeit noch als Diözesanverband der Männer- und Arbeitervereine.
Heinrich Leupke starb 1952 im Haus Kannen bei Amelsbüren.

## Archivalien
An Archivalien von und über Heinrich Leupke finden sich beispielsweise
- im Niedersächsischen Landesarchiv (Standort Hannover) der Sonderbericht zur Verhaftung Leupkes vom 10. August 1934, in dem von Ermittlungen gegen den Theologen berichtet wird, der schon mehrfach die Reichsregierung verächtlich gemacht habe; Archivsignatur Hann. 180 Hannover, Nr. 798, f. 323.[9]